# Vincent Becker
Pour les articles homonymes, voir Becker.
Vincent Anthony Mary Becker est né le 9 octobre 1947 à Dublin (Irlande). C’est un ancien joueur de rugby à XV, qui a joué avec l'équipe d'Irlande en 1974, évoluant au poste d'ailier. 

## Carrière
Il a eu sa première cape internationale le 19 janvier 1974, à l’occasion d’un match contre l'équipe de France dans le cadre du Tournoi des cinq nations. Son dernier match international se déroula le 2 février 1974 contre le Pays de Galles.
Vincent Becker a fait partie de l'équipe d'Irlande qui a gagné le Tournoi des cinq nations en 1974, sous la conduite de son capitaine Willie-John McBride.

## Palmarès
- Deux sélections
- Sélections par année : Deux en 1974
- Tournois des Cinq Nations disputés : 1974
- Vainqueur du Tournoi des cinq nations en 1974